# Anaplusia pannosa
Anaplusia pannosa är en fjärilsart som beskrevs av Moore 1882. Anaplusia pannosa ingår i släktet Anaplusia och familjen nattflyn. Inga underarter finns listade i Catalogue of Life.